# Nathanael Freding
Justus Nathanael Freding, född den 10 maj 1830 i Svenljunga socken, Älvsborgs län, död den 20 maj 1908 i Stockholm, var en svensk jurist. 
Freding blev student vid Lunds universitet 1851 och avlade examen till rättegångsverken 1854. Han blev vice häradshövding 1857 och länsnotarie i Älvsborgs län 1859. Freding var häradshövding i Mellersta Roslags domsaga 1874–1903.